# سیلیل اتر

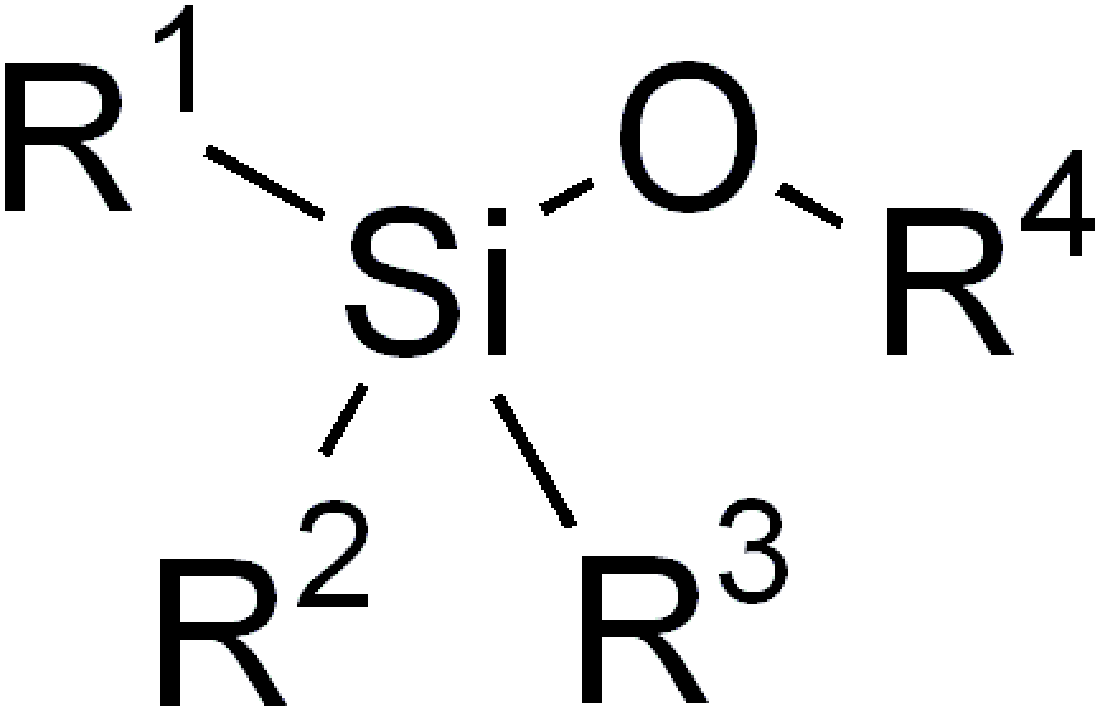
ساختار کلی سیلیل اترها

سیلیل اترها (به انگلیسی: Silyl ether) دسته‌ای از ترکیبات شیمیایی هستند که در آن یک اتم سیلیسیم به وسیله یک پیوند کووالانسی به یک گروه آلکوکسی متصل شده است. فرمول کلی این ترکیبات به صورت R1R2R3Si−O−R4 است که در آن R4 یک گروه آریل یا آلکیل است. تری‌متیل‌سیلیل (TMS) نمونه‌ای از یک سیلیل اتر است.